# فابيو كاردوسو
فابيو كاردوسو (19 أبريل 1994 في البرتغال - ) هو لاعب كرة قدم برتغالي في مركز الدفاع في نادي العين معار من نادي بورتو. شارك مع منتخب البرتغال تحت 16 سنة لكرة القدم ومنتخب البرتغال تحت 17 سنة لكرة القدم ومنتخب البرتغال تحت 19 سنة لكرة القدم ومنتخب البرتغال تحت 21 سنة لكرة القدم. أما مع النوادي، فقد لعب مع نادي باسوش دي فيريرا ونادي رينجرز وS.L. Benfica B ‏.

## وصلات خارجية
- فابيو كاردوسو على موقع الاتحاد الأوربي (الإنجليزية)
- فابيو كاردوسو على موقع قاعدة بيانات كرة القدم.إي يو (الإنجليزية)
- فابيو كاردوسو على موقع Soccerbase.com (لاعب) (الإنجليزية)
- فابيو كاردوسو على موقع Soccerway.com (الإنجليزية)
- فابيو كاردوسو على موقع AS.com (الإسبانية)